# 太刀若峯五郎
太刀若 峯五郎（たちわか みねごろう、1903年（明治36年）10月1日 - 1988年（昭和63年）8月13日）は、三重県度会郡宇治山田町（現在の伊勢市）出身で高砂部屋（入門時は友綱部屋）に所属した大相撲力士。本名は馬場 米藏（ばば よねぞう）。身長178cm、体重98kg。得意手は左四つ、寄り。最高位は前頭6枚目（1937年1月場所）。

## 来歴
1917年（大正6年）に横綱・太刀山一行が伊勢に巡業に来た際に入門し、太刀山の内弟子として1918年（大正7年）1月場所に友綱部屋（前頭・海山太郎）から初土俵を踏んだ。この場所限りで太刀山が引退して年寄・東関を襲名して東関部屋を興したため移籍したが、1919年（大正8年）5月に行われた勝負検査役選挙での落選して廃業したため、高砂部屋（大関・2代朝潮）に移籍した。
初土俵から13年後の1931年（昭和6年）1月場所で十両昇進したが、1932年（昭和7年）1月の春秋園事件で日本相撲協会を脱退して革新力士団に加入した。しかし1年後に戻り、初土俵から16年後の1934年（昭和9年）1月場所で入幕を果たした。太刀山の弟子としては最後の幕内昇進者。左四つからの寄りが得意であったが内気な性格であったため、前頭6枚目を最高に幕内を通算8場所務めた一般的な成績で終わり、1938年（昭和13年）5月場所限りで引退した。引退後は年寄・常盤山を襲名して高砂部屋所属の部屋付き親方となり、1968年9月に停年退職した。
趣味は写真で、巡業先でもよくスナップを撮っていたという。同時期の磐石とは仲が良くどこでも連れ立って出掛けお神酒徳利と呼ばれた。

## 主な成績
- 幕内在位：8場所
- 幕内成績：38勝54敗 勝率.413

### 場所別成績
| 1918年 （大正7年） | （前相撲）             | x                  | （前相撲）             | x                  |
| 1919年 （大正8年） | 新序 1–2               | x                  | 東序ノ口21枚目 3–2     | x                  |
| 1920年 （大正9年） | 東序二段48枚目 2–2 1預 | x                  | 東序二段22枚目 3–2     | x                  |
| 1921年 （大正10年） | 東三段目51枚目 4–1     | x                  | 西三段目19枚目 0–0–5   | x                  |
| 1922年 （大正11年） | 西三段目35枚目 0–0–5   | x                  | 西序二段2枚目 3–2      | x                  |
| 1923年 （大正12年） | 東三段目42枚目 5–5     | x                  | 西三段目35枚目 5–1     | x                  |
| 1924年 （大正13年） | 西三段目筆頭 1–4       | x                  | 西三段目20枚目 4–2     | x                  |
| 1925年 （大正14年） | 東三段目筆頭 5–1       | x                  | 東幕下18枚目 0–0–5     | x                  |
| 1926年 （大正15年） | 東三段目4枚目 3–3      | x                  | 東三段目10枚目 3–3     | x                  |
| 1927年 （昭和2年） | 西三段目11枚目 4–2     | 西三段目11枚目 4–2 | 東幕下35枚目 5–1       | 東幕下32枚目 0–0–6 |
| 1928年 （昭和3年） | 西幕下10枚目 1–5       | 東三段目15枚目 3–3 | 東幕下25枚目 3–3       | 東幕下25枚目 2–4   |
| 1929年 （昭和4年） | 西三段目11枚目 4–2     | 西三段目11枚目 5–1 | 西幕下22枚目 3–3       | 西幕下22枚目 4–2   |
| 1930年 （昭和5年） | 西幕下10枚目 3–3       | 西幕下10枚目 4–2   | 東幕下8枚目 3–3        | 東幕下8枚目 4–2    |
| 1931年 （昭和6年） | 西十両9枚目 7–4        | 西十両9枚目 4–7    | 西十両6枚目 7–4        | 西十両6枚目 5–6    |
| 1932年 （昭和7年） | 西十両3枚目 –          | x                  | x                      | x                  |
| 1933年 （昭和8年） | 十両 6–5               | x                  | 東十両8枚目 8–3        | x                  |
| 1934年 （昭和9年） | 西前頭16枚目 7–4       | x                  | 西前頭7枚目 5–6        | x                  |
| 1935年 （昭和10年） | 西前頭10枚目 3–8       | x                  | 東前頭13枚目 3–8       | x                  |
| 1936年 （昭和11年） | 東十両2枚目 9–2        | x                  | 西前頭13枚目 6–5       | x                  |
| 1937年 （昭和12年） | 西前頭6枚目 4–7        | x                  | 西前頭12枚目 6–7       | x                  |
| 1938年 （昭和13年） | 東前頭14枚目 4–9       | x                  | 東十両4枚目 引退 4–9–0 | x                  |
| 各欄の数字は、「勝ち-負け-休場」を示す。 優勝 引退 休場 十両 幕下 三賞：敢=敢闘賞、殊=殊勲賞、技=技能賞 その他：★=金星 番付階級：幕内 - 十両 - 幕下 - 三段目 - 序二段 - 序ノ口 幕内序列：横綱 - 大関 - 関脇 - 小結 - 前頭（「#数字」は各位内の序列） |                        |                    |                        |                    |

## 幕内対戦成績
| 力士名   | 勝数 | 負数 | 力士名   | 勝数 | 負数 | 力士名 | 勝数 | 負数 | 力士名 | 勝数 | 負数 |
| -------- | ---- | ---- | -------- | ---- | ---- | ------ | ---- | ---- | ------ | ---- | ---- |
| 安藝ノ海 | 0    | 1    | 天城山   | 1    | 0    | 綾川   | 1    | 1    | 綾錦   | 0    | 1    |
| 綾昇     | 0    | 2    | 綾若     | 2    | 1    | 五ツ嶋 | 1    | 1    | 大浪   | 1    | 2    |
| 大八洲   | 1    | 0    | 渡嶋洋   | 1    | 0    | 小野錦 | 1    | 0    | 大蛇潟 | 1    | 0    |
| 海光山   | 1    | 2    | 笠置山   | 1    | 2    | 桂川   | 2    | 0    | 金湊   | 1    | 1    |
| 九州山   | 2    | 3    | 錦華山   | 1    | 2    | 越ノ海 | 1    | 1    | 駒ノ里 | 1    | 4    |
| 新海     | 0    | 3    | 外ヶ濱   | 1    | 0    | 大邱山 | 0    | 1    | 楯甲   | 0    | 1    |
| 伊達ノ花 | 1    | 0    | 玉ノ海   | 0    | 1    | 瓊ノ浦 | 1    | 2    | 銚子灘 | 1    | 0    |
| 出羽ヶ嶽 | 1    | 0    | 出羽ノ花 | 3    | 3    | 出羽湊 | 0    | 1    | 富野山 | 1    | 1    |
| 巴潟     | 2    | 2    | 名寄岩   | 1    | 0    | 幡瀬川 | 0    | 1    | 番神山 | 1    | 2    |
| 三熊山   | 1    | 0    | 吉野岩   | 1    | 1    | 和歌嶌 | 1    | 4    | 若瀬川 | 0    | 1    |

## 改名歴
- 太刀若 峯太郎（たちわか みねたろう）1918年1月場所-1919年9月場所
- 太刀若 峯五郎（- みねごろう）1920年1月場所-1931年10月場所
- 太刀若 峰五郎（- みねごろう）1934年1月場所
- 太刀若 峯五郎（- みねごろう）1934年5月場所-1938年5月場所（引退）